# Понсонби, Генри Фредерик
Сэр Генри Фредерик Понсонби (англ. Henry Frederick Ponsonby; 10 декабря 1825 — 21 ноября 1895) — британский аристократ, военачальник и политик, придворный королевского двора, личный секретарь королевы Виктории (1870—1895). Генерал-майор. Член Тайного совета Великобритании.

## Биография
Единственный сын сэра Фредерика Кавендиша Понсонби, генерал-майора, губернатора Мальты (1827—1836) и Эмили Шарлотте, дочери Генри Батерста, 3-го графа Батерста.
В конце 1842 года вступил прапорщиком в Королевский Беркширский полк британской армии. В 1844 году перевёлся лейтенантом в полк гренадерской гвардии, капитан — с июля 1848 года. С 1847 по 1858 годы служил адъютантом у Дж. В. Кларендона.
Подполковником гренадерской гвардии участвовал в Крымской войне, сражался на реке Альма, у Инкермана и Севастополя. За храбрость и умелые действия на поле боя награждён большим крестом ордена Бани и турецким орденом Меджидие 3-й степени.
После войны служил конюшим принца-консорта Альберта Саксен-Кобург-Готского, который высоко ценил его.
В 1860 году он стал полковником, а в 1862 году, после смерти принца, был отправлен в Канаду командиром батальона гренадерской гвардии, который дислоцировался в колонии во время гражданской войны в США.
В марте 1868 года ему было присвоено звание генерал-майора.
Был королевским финансовым секретарём.
Умер разбитый параличом в Ист-Каусе на острове Уайт.
Отец Артура Понсонби, политика, писателя и общественного деятеля.